# Llinda i portal del Molí de la Calvaria
La Llinda i portal del Molí de la Calvaria és una obra de Calldetenes (Osona) protegida com a Bé Cultural d'Interès Local.

## Descripció
Antic molí situat a la riba dreta del torrent de Sant Martí prop de l'església romànica del mateix nom. Es troba assentat damunt un talús. Consta de tres cossos, el més antic és de planta rectangular, cobert a dues vessants amb el carener perpendicular a la façana de llevant que és gairebé cega i a la part esquerre s'hi adossa la bassa que feia moure les moles. Al nord s'hi adossa un cos cobert a una vessant, construït amb totxos i tàpia a la part baixa i un porxo amb barana catalana. A ponent s'hi annexiona un altre cos més estret que el principal i s'hi obre un portal amb la llinda de fusta i tres finestres. A l'angle SW, a baix de tot, hi ha una sortida d'aigua del carcabà i un cap al torrent. L'obertura és de pedra, dovelles distribuïdes formant arc de mig punt.

## Història
Antic molí situat a l'altra banda de la carretera de l'ampli casal de la Cavaria. La bassa era de forma rectangular, però als anys 50 del segle XX es va escapçar quan es va construir la carretera. L'obrador té dues moles amb tots els seus mecanismes aptes per funcionar. La seva història va lligada a la del mas del qual se'n tenen notícies des del segle xii, les notícies del molí que tenim més reculades en la històrica daten del segle xvi. La gent de la rodalia comenten que és el més antic de la comarca i l'únic que funciona.